# Lumberton (North Carolina)
Lumberton ist eine City in Robeson County in North Carolina. Es ist der County Seat von Robeson County, dem flächenmäßig größten County des Bundesstaates. Das U.S. Census Bureau ermittelte bei der Volkszählung 2020 eine Einwohnerzahl von 19.025.
Lumberton liegt im Süden von North Carolina in der Region der Inner Banks und liegt am Lumber River, nach dem sie benannt ist. Sie wurde 1787 gegründet. Der größte Teil des Wachstums der Stadt fand in der Zeit nach dem Zweiten Weltkrieg statt.

## Geografie
Lumberton liegt am Lumber River in der Region Coastal Plains des Bundesstaates. Der Lumber River State Park, ein 185 km (115 Meilen) langer natürlicher und landschaftlich reizvoller Wasserweg, fließt durch Lumberton. Der Fluss wurde als National Wild and Scenic River ausgewiesen und ist Teil des North Carolina Natural and Scenic River System. Der Lumber River wurde als Natur-, Landschafts- und Erholungsfluss eingestuft. Zu den Freizeitaktivitäten gehören Kanu- und Bootsfahrten, Angeln, Jagen, Picknick, Camping, Naturstudien, Schwimmen, Radfahren, Joggen, Kunsthandwerk und die Jagd auf Fossilien und Artefakte.
Lumberton ist von den Highways Interstate 95 und der Interstate 74 aus zu erreichen.

## Geschichte
Die Stadt Lumberton wurde 1787 durch ein Gesetz der Generalversammlung von North Carolina gegründet und zum Verwaltungssitz von Robeson County ernannt. Lumberton wurde 1859 zu einer Gemeinde.
Der Robeson County liegt in der Region Coastal Plains im Südosten von North Carolina. Das County wurde 1786 von zwei Helden des amerikanischen Revolutionskrieges und Bewohnern der Region, General John Willis und Colonel Thomas Robeson aus dem Bladen County heraus gegründet. Die Grafschaft wurde nach Colonel Robeson benannt, und das Land für den Verwaltungssitz des County wurde von General Willis gestiftet, dem die Benennung der Stadt als Lumberton zugeschrieben wird.
Das Gebiet war im späten achtzehnten und frühen neunzehnten Jahrhundert ein Grenzgebiet für sowohl weiße als auch zahlreiche freie farbige Familien aus Virginia. Viele freie Schwarze waren Nachkommen weißer Frauen (die frei waren) und afrikanischer Männer, ob Sklaven, frei oder vertraglich gebunden, aus der Kolonialzeit, als die arbeitenden Klassen in der Nähe lebten und arbeiteten. Die Gegend hat einen hohen Anteil an Einwohnern, die sich als Lumbee identifizieren: Sie wurden sowohl vom Staat North Carolina als auch von der Bundesregierung als Indianerstamm anerkannt.
Im Jahr 2010 ernannte die North Carolina Legislature Lumberton zur ersten "Certified Retirement Community" in North Carolina. Diese Zertifizierung signalisiert, dass Lumberton eine hohe Lebensqualität und eine Reihe von Annehmlichkeiten, Dienstleistungen und Möglichkeiten bietet, die sie für Rentner geeignet machen.

## Demografie
Zum Zeitpunkt der United States Census 2010 lebten 21.542 Menschen in der Stadt. Die Bevölkerung der Stadt bestand zu 39,0 % aus Weißen, zu 36,7 % aus Schwarzen, zu 12,7 % aus Indianern, zu 2,4 % aus Asiaten, zu aus 0,1 % indigenen Hawaiianern oder pazifischen Inselbewohnern, zu 0,1 % aus Personen mit einer anderen Rasse und zu 2,2 % aus Personen mit zwei oder mehr Rassen. 6,7 % waren Hispanoamerikaner oder Latinos jeglicher Rasse.
Die Armutsquote lag 2017 bei 35,6 % und damit überdurchschnittlich hoch. Hauspreise und Durchschnittseinkommen lagen unter dem nationalen Durchschnitt.

## Sonstiges
Der Film Blue Velvet von Regisseur David Lynch spielt in Lumberton, wurde allerdings in Wilmington gedreht.

## Söhne und Töchter der Stadt
- Angus Wilton McLean (1870–1935), Politiker
- John Small (1946–2012), Footballspieler
- Afeni Shakur (1947–2016), Bürgerrechtlerin der Black Panther Party
- Mike McIntyre (* 1956), Politiker
- Benjamin Crump (* 1969), Rechtsanwalt und Bürgerrechtler